# Frequenamia cavifrons
Frequenamia cavifrons är en insektsart som beskrevs av Rauno E. Linnavuori 1955. Frequenamia cavifrons ingår i släktet Frequenamia och familjen dvärgstritar. Inga underarter finns listade i Catalogue of Life.